# (52768) 1998 OR2
(52768) 1998 OR2 — це астероїд на ексцентричній орбіті, класифікований як навколоземний об'єкт та потенційно небезпечний астрономічний об'єкт  групи Амура діаметром 2–4 кілометри. Виявлений 24 липня 1998 року астрономами програми NEAT (Програма спостереження за навколоземними астероїдами) в обсерваторії на Гаваях.
Є зображення астероїда 1987 і 1996 років. Це один з найяскравіших і, таким чином, найбільших потенційно небезпечних астероїдів. Астероїд має чітко визначену орбіту, і траєкторія добре відома по 2197 рік.

## Цікаві факти
- Під час наближення до Землі в кінці квітня 2020 року на одному з кінців астероїда вчені помітили невеликі топографічні особливості (пагорби, пасма). Через пандемію коронавірусної хвороби, що тривала в цей період, вигляд астероїда на радарних зображеннях асоціювався з захисною маскою на обличчі людини. [3][4]

## Інтернет-ресурси
- Asteroid Lightcurve Database (LCDB) [Архівовано 10 грудня 2017 у Wayback Machine.], query form (info [Архівовано 16 грудня 2017 у Wayback Machine.])
- Asteroids and comets rotation curves, CdR [Архівовано 29 липня 2016 у Wayback Machine.] — Observatoire de Genève, Raoul Behrend
- Discovery Circumstances: Numbered Minor Planets (50001)-(55000) [Архівовано 19 листопада 2020 у Wayback Machine.] — Minor Planet Center